# Spanje op het Eurovisiesongfestival 2009
Spanje nam deel aan het Eurovisiesongfestival 2009 in Moskou (Rusland). Het was de 47ste deelname van het land aan het festival.

## Selectieprocedure
Net zoals het voorbije jaar koos men opnieuw voor een nationale finale.
Eerst mocht men via MySpace inzendingen opsturen en de beste 5 per muziekcategorie mochten door naar de online voting.
Hiervan gingen er 20 rechtstreeks door naar de halve finales, 10 extra halvefinalisten werden gekozen door een jury.
Aan elke halve finale namen 10 artiesten deel, waarvan de top 4 doorging naar de finale.
In de finale werd de winnaar gekozen door een combinatie van een jury en televoting.

### Online voting
| Artiest               | Lied                              | Categorie  | Stemmen | Plaats |
| --------------------- | --------------------------------- | ---------- | ------- | ------ |
| Soraya                | "La noche es para mí"             | Pop/Rock   | 202,198 | 2      |
| Noelia Cano           | "Cruza los dedos"                 | Pop/Rock   | 103,361 | 5      |
| El Secreto de Álex    | "Por esta vez"                    | Pop/Rock   | 102,534 | 6      |
| Roel                  | "Y ahora dices"                   | Pop/Rock   | 99,534  | 7      |
| Normativa Vigente     | "Alejandría - the new generation" | Pop/Rock   | 88,217  | 8      |
| Julia Bermejo         | "Ya no estás"                     | Ballad     | 82,406  | 9      |
| Vicente Casal         | "Tú me complementas"              | Ballad     | 79,444  | 10     |
| Virginia              | -                                 | Ballad     | 70,836  | 11     |
| Rafa Sáez             | "Si tú decides volver"            | Ballad     | 45,754  | 21     |
| La Red de San Luis    | "Gracias, Madre Tierra"           | Ballad     | 32,477  | 35     |
| Leather Boys          | "We’re livin’ in a bar"           | Metal      | 32,181  | 36     |
| Remembrances          | "Espejismo"                       | Metal      | 31,407  | 37     |
| No Life After Love    | "Time"                            | Metal      | 30,032  | 38     |
| Bloodsuckers          | "The anthem of vampires"          | Metal      | 26,868  | 39     |
| Midnight              | "Bloody brutality"                | Metal      | 24,774  | 40     |
| Elektronikboy         | "Mon petit oiseau"                | Electronic | 57,428  | 17     |
| Atalis                | "Retrato frontal"                 | Electronic | 49,408  | 19     |
| Solydo                | "Tú"                              | Electronic | 46,363  | 20     |
| Oskee                 | "No quiero despertar"             | Electronic | 45,051  | 22     |
| Izan                  | "Prisionero de tu corazón"        | Electronic | 44,890  | 23     |
| Melody y Los Vivancos | "Amante de la luna"               | Latin      | 208,481 | 1      |
| Santa Fe              | "Samba House"                     | Latin      | 130,278 | 3      |
| Jorge González        | "Si yo vengo a enamorarte"        | Latin      | 60,511  | 14     |
| Salva Ortega          | "Lujuria"                         | Latin      | 38,234  | 27     |
| Dulce                 | "Bésame"                          | Latin      | 36,264  | 28     |
| Ron                   | "Siente"                          | Hip Hop    | 7,207   | 46     |
| Jammy & Shark         | "Presentí tu amor"                | Hip Hop    | 5,310   | 47     |
| Patrix y Los Raperos  | "La fuerza de la unión"           | Hip Hop    | 2,250   | 48     |
| Depresión Post-Parto  | "Un día sin fuste"                | Hip Hop    | 1,226   | 49     |
| Adrián                | "Se puede olvidar"                | Hip Hop    | 108     | 50     |
| La La Love You        | "Dame un beso"                    | Indie      | 104,663 | 4      |
| Biquini               | "Una chica normal"                | Indie      | 62,662  | 12     |
| Yulia Valentayn       | "Uh la la"                        | Indie      | 61,395  | 13     |
| Calipop               | "Burbuja"                         | Indie      | 60,409  | 15     |
| Diqesi                | "Subiré"                          | Indie      | 59,059  | 16     |
| Rafael Sánchez        | "Si tú me quieres"                | Flamenco   | 12,486  | 41     |
| Iko de la Llilla      | "Trono sin reino"                 | Flamenco   | 8,407   | 42     |
| Fran Arenas           | "La echo de menos"                | Flamenco   | 8,004   | 43     |
| Mari Callas           | "Otra vez"                        | Flamenco   | 7,670   | 44     |
| Sin Tanto             | "Gitana – “Ya layla”"             | Flamenco   | 7,268   | 45     |
| Mirela                | "Nada es comparable a ti"         | R&B        | 51,542  | 18     |
| Jaime Rojo            | "Unión"                           | R&B        | 39,419  | 26     |
| Vilas Mata            | "Dance with me"                   | R&B        | 35,539  | 29     |
| Omi Di                | "Touch my heaven"                 | R&B        | 33,815  | 32     |
| Ángeles Vela          | "Vístete de primavera"            | R&B        | 33,562  | 33     |
| Carlos Ferrer EAI     | "El patito"                       | Other      | 40,095  | 24     |
| Gran Baobab           | "Despedida de soltero"            | Other      | 39,697  | 25     |
| Isi                   | "Ahora no"                        | Other      | 35,525  | 30     |
| Beatriz               | "¿Dónde te metes?"                | Other      | 34,470  | 31     |
| David Caballero       | "Tango-visión"                    | Other      | 33,236  | 34     |

### Jury-auditie
| Artiest                       | Lied                       | Resultaat |
| ----------------------------- | -------------------------- | --------- |
| Rafa Sáez                     | "Si tú decides volver"     | Nee       |
| La Red de San Luis            | "Gracias, Madre Tierra"    | JA        |
| Leather Boys                  | "We’re livin’ in a bar"    | JA        |
| Remembrances                  | "Espejismo"                | JA        |
| No Life After Love            | "Time"                     | Nee       |
| Bloodsuckers                  | "The anthem of vampires"   | Nee       |
| Midnight                      | "Bloody brutality"         | Nee       |
| Oskee                         | "No quiero despertar"      | Nee       |
| Izan                          | "Prisionero de tu corazón" | Nee       |
| Salva Ortega                  | "Lujuria"                  | Ja        |
| Dulce                         | "Bésame"                   | Ja        |
| Ron                           | "Siente"                   | Nee       |
| Jammy & Shark                 | "Presentí tu amor"         | Nee       |
| Patrix y Los Raperos          | "La fuerza de la unión"    | Nee       |
| Adrián                        | "Se puede olvidar"         | Nee       |
| José Antonio Santiago Beltrán | "Yo sólo"                  | Nee       |
| Rafael Sánchez                | "Si tú me quieres"         | Nee       |
| Iko de la Llilla              | "Trono sin reino"          | Nee       |
| Fran Arenas                   | "La echo de menos"         | Nee       |
| Mari Callas                   | "Otra vez"                 | Nee       |
| Antonio Moreno Bermúdez       | "La presumida"             | Nee       |
| Jaime Rojo                    | "Unión"                    | Nee       |
| Vilas Mata                    | "Dance with me"            | Nee       |
| Omi Di                        | "Touch my heaven"          | Nee       |
| Ángeles Vela                  | "Vístete de primavera"     | Ja        |
| Carlos Ferrer EAI             | "El patito"                | Ja        |
| Gran Baobab                   | "Despedida de soltero"     | Ja        |
| Isi                           | "Ahora no"                 | Ja        |
| Beatriz                       | "¿Dónde te metes?"         | Ja        |
| David Caballero               | "Tango-visión"             | Nee       |

### Halve finales
| Volgorde | Artiest               | Lied                              | Jury | Televoting | Totaal | Resultaat              |
| -------- | --------------------- | --------------------------------- | ---- | ---------- | ------ | ---------------------- |
| 1        | Yulia Valentayn       | "Uh la la"                        | 6    | 3          | 9      | Nee                    |
| 2        | La Red de San Luis    | "Gracias, Madre Tierra"           | 8    | 2          | 10     | Nee                    |
| 3        | Vicente Casal         | "Tú me complementas"              | 1    | 7          | 8      | Nee                    |
| 4        | Noelia Cano           | "Cruza los dedos"                 | 7    | 4          | 11     | Finale                 |
| 5        | Carlos Ferrer EAI     | "El patito"                       | 4    | 5          | 9      | Nee                    |
| 6        | La La Love You        | "Dame un beso"                    | 10   | 10         | 20     | Finale                 |
| 7        | Normativa Vigente     | "Alejandría - the new generation" | 3    | 6          | 9      | Nee                    |
| 8        | Atalis                | "Retrato frontal"                 | 5    | 1          | 6      | Nee                    |
| 9        | Melody y Los Vivancos | "Amante de la luna"               | 12   | 12         | 24     | Finale                 |
| 10       | Gran Baobab           | "Despedida de soltero"            | 2    | 8          | 10     | Second Chance > Finale |

| Volgorde | Artiest        | Lied                       | Jury | Televoting | Totaal | Resultaat              |
| -------- | -------------- | -------------------------- | ---- | ---------- | ------ | ---------------------- |
| 1        | Diqesi         | "Subiré"                   | 5    | 4          | 9      | Nee                    |
| 2        | Roel           | "Y ahora dices"            | 6    | 3          | 9      | Nee                    |
| 3        | Salva Ortega   | "Lujuria"                  | 7    | 7          | 14     | Second Chance > Finale |
| 4        | Soraya         | "La noche es para mí"      | 12   | 12         | 24     | Finale                 |
| 5        | Virginia       | "True Love"                | 10   | 10         | 20     | Finale                 |
| 6        | Calipop        | "Burbuja"                  | 2    | 2          | 4      | Nee                    |
| 7        | Ángeles Vela   | "Vístete de primavera"     | 4    | 5          | 9      | Nee                    |
| 8        | Jorge González | "Si yo vengo a enamorarte" | 8    | 8          | 16     | Finale                 |
| 9        | Electronikboy  | "Mon petit oiseau"         | 1    | 1          | 2      | Nee                    |
| 10       | Leather Boys   | "We're livin' in a bar"    | 3    | 6          | 9      | Nee                    |

| Volgorde | Artiest            | Lied                      | Jury | Televoting | Totaal | Resultaat |
| -------- | ------------------ | ------------------------- | ---- | ---------- | ------ | --------- |
| 1        | El Secreto de Álex | "Por esta vez"            | 7    | 6          | 13     | Nee       |
| 2        | Beatriz            | "¿Dónde te metes?"        | 4    | 1          | 5      | Nee       |
| 3        | Remembrances       | "Espejismo"               | 3    | 4          | 7      | Nee       |
| 4        | Biquini            | "Una chica normal"        | 2    | 5          | 7      | Nee       |
| 5        | Julia Bermejo      | "Ya no estás"             | 6    | 8          | 14     | Finale    |
| 6        | Solydo             | "Tú"                      | 1    | 2          | 3      | Nee       |
| 7        | Mirela             | "Nada es comparable a ti" | 8    | 10         | 18     | Finale    |
| 8        | Isi                | "Ahora no"                | 10   | 7          | 17     | Finale    |
| 9        | Santa Fe           | "Samba House"             | 12   | 12         | 24     | Finale    |
| 10       | Dulce              | "Bésame"                  | 5    | 3          | 8      | Nee       |

### Finale
| Volgorde | Artiest        | Lied                       | Jury | Televoting | Totaal | Resultaat |
| -------- | -------------- | -------------------------- | ---- | ---------- | ------ | --------- |
| 1        | La La Love You | "Dame un beso"             | 4    | 5          | 9      | 7         |
| 2        | Noelia Cano    | "Cruza los dedos"          | 1    | 0          | 1      | 11        |
| 3        | Jorge González | "Si yo vengo a enamorarte" | 3    | 1          | 4      | 9         |
| 4        | Virginia       | "True Love"                | 5    | 6          | 11     | 5         |
| 5        | Salva Ortega   | "Lujuria"                  | 0    | 3          | 3      | 10        |
| 6        | Gran Baobab    | "Despedida de soltero"     | 0    | 0          | 0      | 12        |
| 7        | Santa Fe       | "Samba House"              | 8    | 8          | 16     | 3         |
| 8        | Melody         | "Amante de la luna"        | 12   | 10         | 22     | 2         |
| 9        | Isi            | "Ahora no"                 | 7    | 4          | 11     | 6         |
| 10       | Soraya         | "La noche es para mí"      | 10   | 12         | 22     | 1         |
| 11       | Mirela         | "Nada es comparable a ti"  | 6    | 7          | 13     | 4         |
| 12       | Julia Bermejo  | "Ya no estás"              | 2    | 2          | 4      | 8         |

## In Moskou
In Rusland moest Spanje optreden als vijfentwintigste in de finale, net na Finland . Op het einde van de puntentelling hadden ze 23 punten verzameld, goed voor een vierentwintigste plaats.
Men ontving 1 keer het maximum van de punten.
Nederland en België hadden geen punten over voor deze inzending.

### Gekregen punten

#### Finale
| 12 punten | 10 punten | 8 punten      | 7 punten   | 6 punten      |
| --------- | --------- | ------------- | ---------- | ------------- |
| - Andorra |           |               | - Portugal |               |
| 5 punten  | 4 punten  | 3 punten      | 2 punten   | 1 punt        |
|           |           | - Zwitserland |            | - Griekenland |

| Jury punten finale | Jury punten finale | Jury punten finale | Jury punten finale | Jury punten finale |
| 12 punten          | 10 punten          | 8 punten           | 7 punten           | 6 punten           |
| ------------------ | ------------------ | ------------------ | ------------------ | ------------------ |
|                    |                    |                    |                    |                    |
| 5 punten           | 4 punten           | 3 punten           | 2 punten           | 1 punt             |
| - Andorra          |                    |                    | - Albanië - Cyprus |                    |

| Televoting punten finale | Televoting punten finale | Televoting punten finale | Televoting punten finale | Televoting punten finale    |
| 12 punten                | 10 punten                | 8 punten                 | 7 punten                 | 6 punten                    |
| ------------------------ | ------------------------ | ------------------------ | ------------------------ | --------------------------- |
| - Portugal               | - Andorra                |                          |                          | - Griekenland - Zwitserland |
| 5 punten                 | 4 punten                 | 3 punten                 | 2 punten                 | 1 punt                      |
|                          | - Frankrijk              |                          |                          |                             |

### Punten gegeven door Spanje

#### Halve Finale 2
Punten gegeven in de halve finale:
| 12 punten | Noorwegen    |
| 10 punten | Oekraïne     |
| 8 punten  | Moldavië     |
| 7 punten  | Azerbeidzjan |
| 6 punten  | Griekenland  |
| 5 punten  | Servië       |
| 4 punten  | Denemarken   |
| 3 punten  | Hongarije    |
| 2 punten  | Estland      |
| 1 punt    | Litouwen     |

#### Finale
Punten gegeven in de finale:
| 12 punten | Noorwegen           |
| 10 punten | Verenigd Koninkrijk |
| 8 punten  | Portugal            |
| 7 punten  | Roemenië            |
| 6 punten  | Oekraïne            |
| 5 punten  | Moldavië            |
| 4 punten  | Armenië             |
| 3 punten  | Frankrijk           |
| 2 punten  | Turkije             |
| 1 punt    | Griekenland         |

| 12 punten | Verenigd Koninkrijk |
| 10 punten | Noorwegen           |
| 8 punten  | Frankrijk           |
| 7 punten  | Portugal            |
| 6 punten  | Turkije             |
| 5 punten  | Moldavië            |
| 4 punten  | Oekraïne            |
| 3 punten  | Azerbeidzjan        |
| 2 punten  | Israël              |
| 1 punt    | Duitsland           |

| 12 punten | Roemenië            |
| 10 punten | Noorwegen           |
| 8 punten  | Armenië             |
| 7 punten  | Portugal            |
| 6 punten  | Oekraïne            |
| 5 punten  | Verenigd Koninkrijk |
| 4 punten  | Moldavië            |
| 3 punten  | Griekenland         |
| 2 punten  | Duitsland           |
| 1 punt    | Zweden              |

1961 · 1962 · 1963 · 1964 · 1965 · 1966 · 1967 · 1968 · 1969 · 1970 · 1971 · 1972 · 1973 · 1974 · 1975 · 1976 · 1977 · 1978 · 1979 · 1980 · 1981 · 1982 · 1983 · 1984 · 1985 · 1986 · 1987 · 1988 · 1989 · 1990 · 1991 · 1992 · 1993 · 1994 · 1995 · 1996 · 1997 · 1998 · 1999 · 2000 · 2001 · 2002 · 2003 · 2004 · 2005 · 2006 · 2007 · 2008 · 2009 · 2010 · 2011 · 2012 · 2013 · 2014 · 2015 · 2016 · 2017 · 2018 · 2019 · 2020 · 2021 · 2022 · 2023 · 2024 · 2025